# Schlossmühle Wissen
Die Schlossmühle Wissen war eine an der Niers (Schlossgraben Schloss Wissen) gelegene Wassermühle in der Gemeinde Weeze mit unterschlächtigem Wasserrad.

## Geographie
Die Schlossmühle Wissen hat ihren Standort an der Schlossallee von Schloss Wissen, an der Niers, in der Gemeinde Weeze, Kreis Kleve, in Nordrhein-Westfalen.
Die Niers hat hier eine Höhe von ca. 19 m über NN. Die Pflege und Unterhaltung des Gewässers obliegt dem Niersverband, der in Viersen seinen Sitz hat.

## Geschichte
Schloss Wissen wurde erstmals im Jahre 1316 erwähnt. Haus und Gut Wissen erscheinen im Jahre 1372 als Besitz des Gocher Amtmannes Heinrich von der Straten, als  Graf Adolf von Kleve einen Schutzbrief für das Kirchspiel Weeze und das Haus zu Wissen ausstellte.  Die erste Mühle wurde 1437 urkundlich erwähnt, als dem Johann von der Straten, Sohn des Heinrich von der Straten, die Mühle als Lehen vom begüterten Xantener Viktorstiftes übertragen wurde. 1461 verkaufte die Familie von der Straten das gesamte Anwesen an die Familie von Loe, in deren Besitz es noch heute ist.
Nach 1437 entwickelt sich neben dem Schloss eine wahre Mühlenwirtschaft. So entstanden unmittelbar an der Niers oder an den Wassergräben (auch Gräften genannt) des Schlosses vier Mühlen. Diese waren neben der Schlossmühle Wissen, die Ölmühle Wissen, die Sägemühle Wissen und die Walkmühle Wissen. Die Wasserversorgung der Grabenanlagen regelt ein Stauwehr, oberhalb des Schlosses, an der Niers.
Die Schlossmühle Wissen erschien urkundlich 1437 und wurde von 2 Wasserräder als Getreidemühle angetrieben. Sie diente als Zwangsmühle für die Herrlichkeit Schloss Wissen und wurde auch Wissensche Mühle genannt. Ein Wappenstein über den Eingang der Mühle zeugt vom Jahre 1545. Darauf sind neben dem Wappen auch die Personen Frans van Loe (Drost von Goch, Wissen und Holt), sowie Sophia van  Nesselrat si huisfrow. eingemeißelt. Die Flussregulierung der Niers in den 1930er Jahren brachte mit der Absenkung des Wasserspiegels eine schnelle Verrottung des Mühlenuntergrundes mit sich. Die auf Pfahlgründung stehende Mühle wurde 1958 geschlossen und später unter Denkmalschutz gestellt. 2005 wurden umfangreiche Sanierungsarbeiten an der Mühle durchgeführt. Heute nutzt man das Denkmalgebäude für Veranstaltungen und Tagungen.

## Denkmaleintrag
- Die Schlossmühle Wissen ist unter Nr. 15, Weeze, Schlossallee 23, in die Denkmalliste der Gemeinde Weeze eingetragen.
- Texteintrag: Mehrgeschossiger Backsteinbau unter Satteldach.

## Galerie

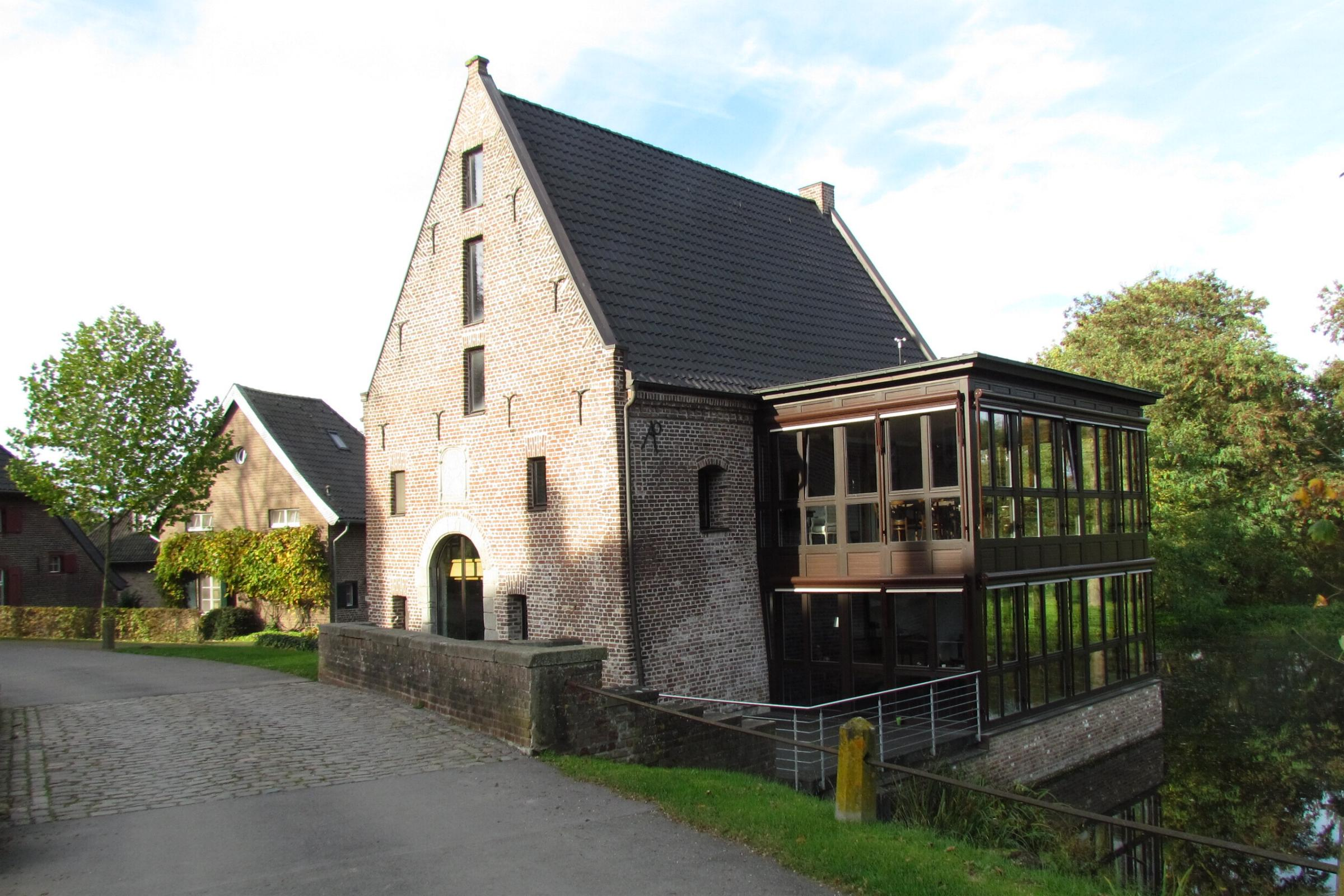
Schlossmühle Wissen als Denkmal
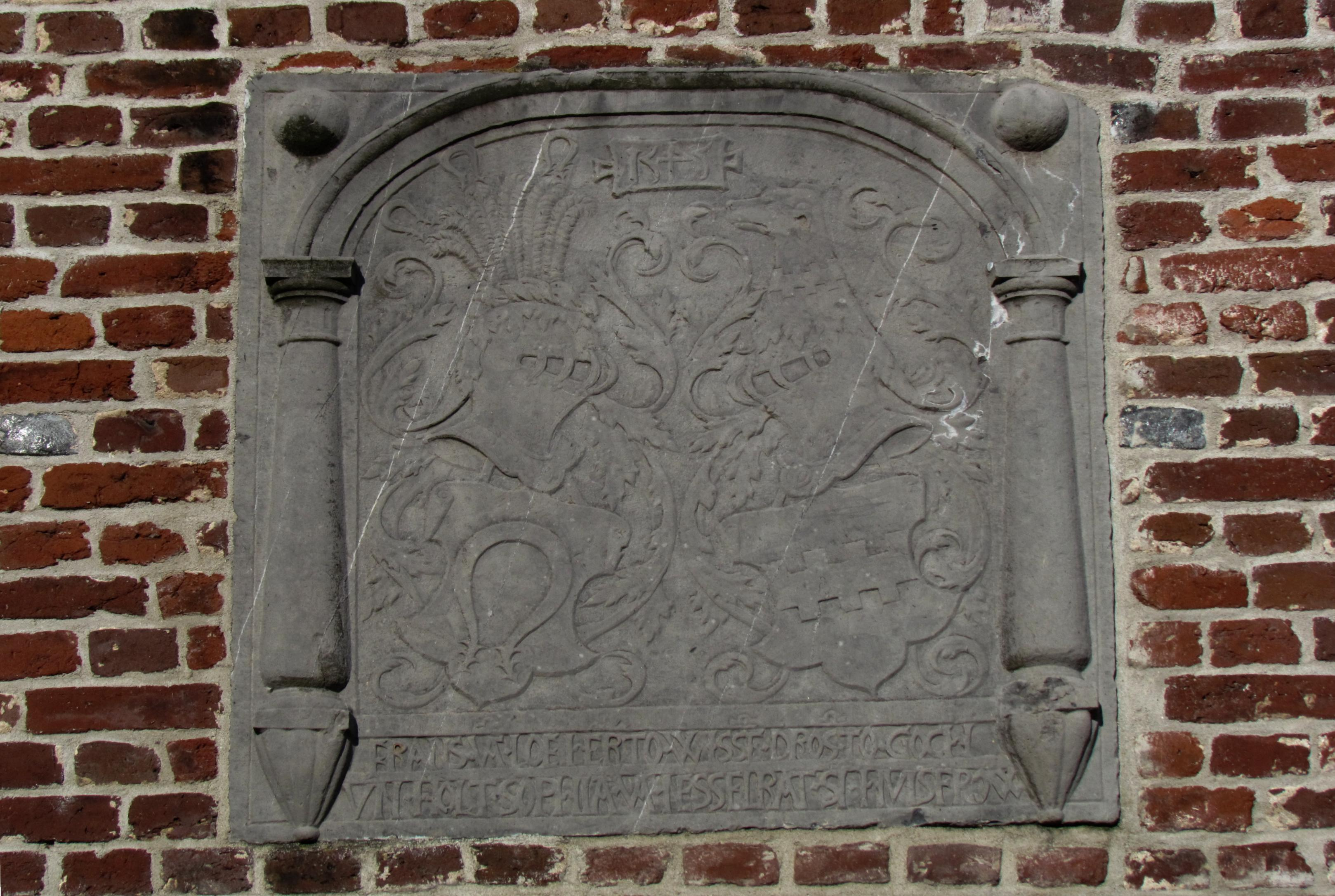
Wappenstein über dem Mühleneingang
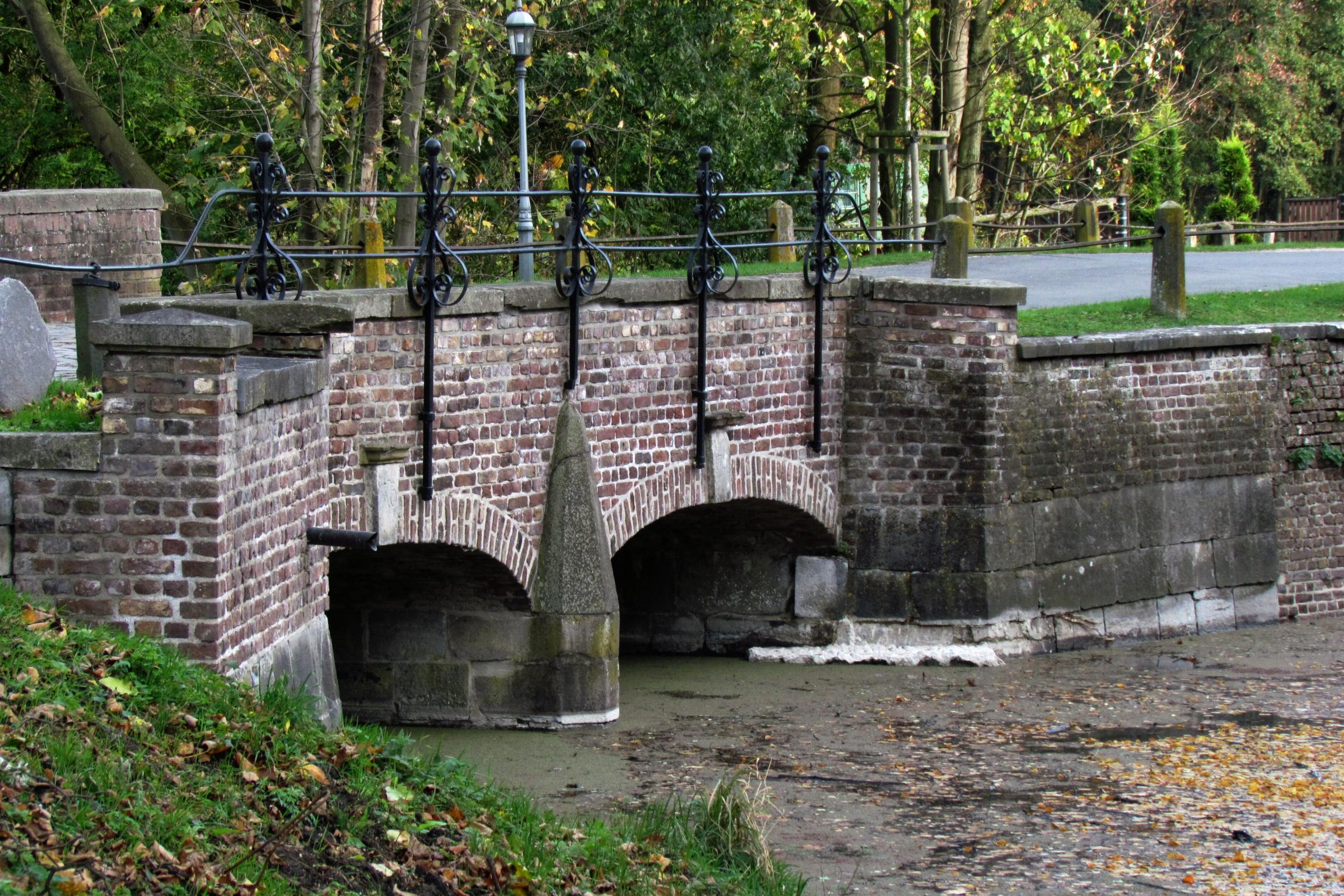
Wasserzuführung zur Mühle
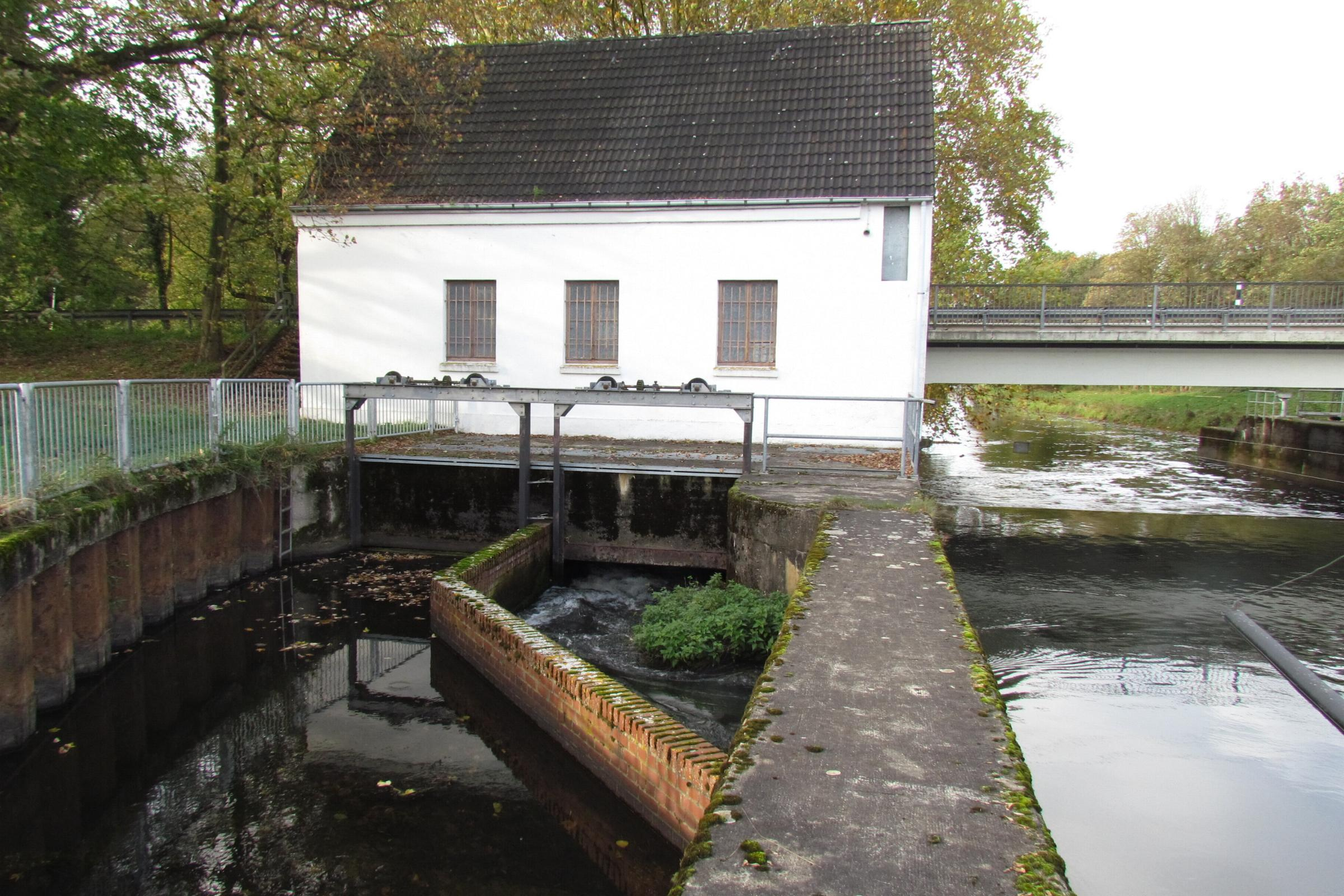
Stauwehr an der Niers
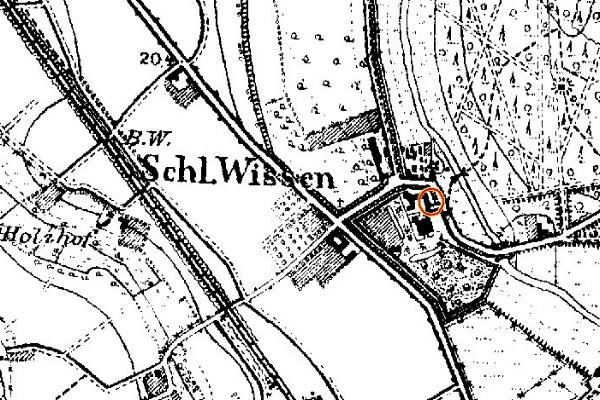
Schlossmühle Wissen auf der Neuaufnahme 1892
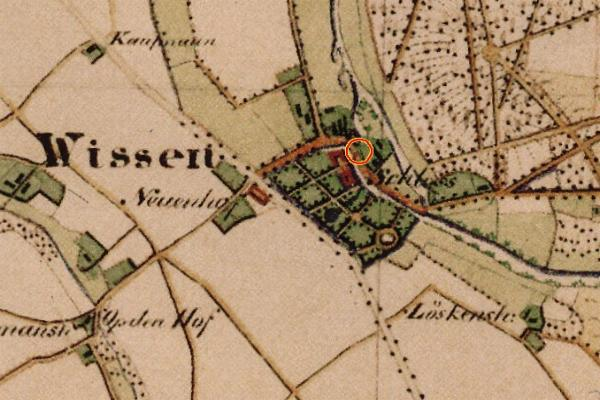
Schlossmühle Wissen auf der Urkatasterkarte 1843
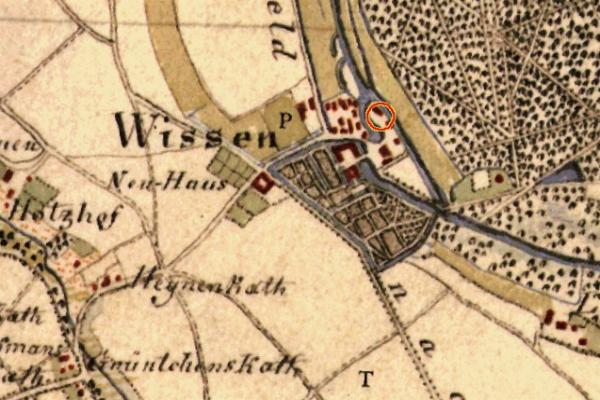
Schlossmühle Wissen auf der Tranchotkarte 1802/04